# Pfarrhaus (Halsbach)

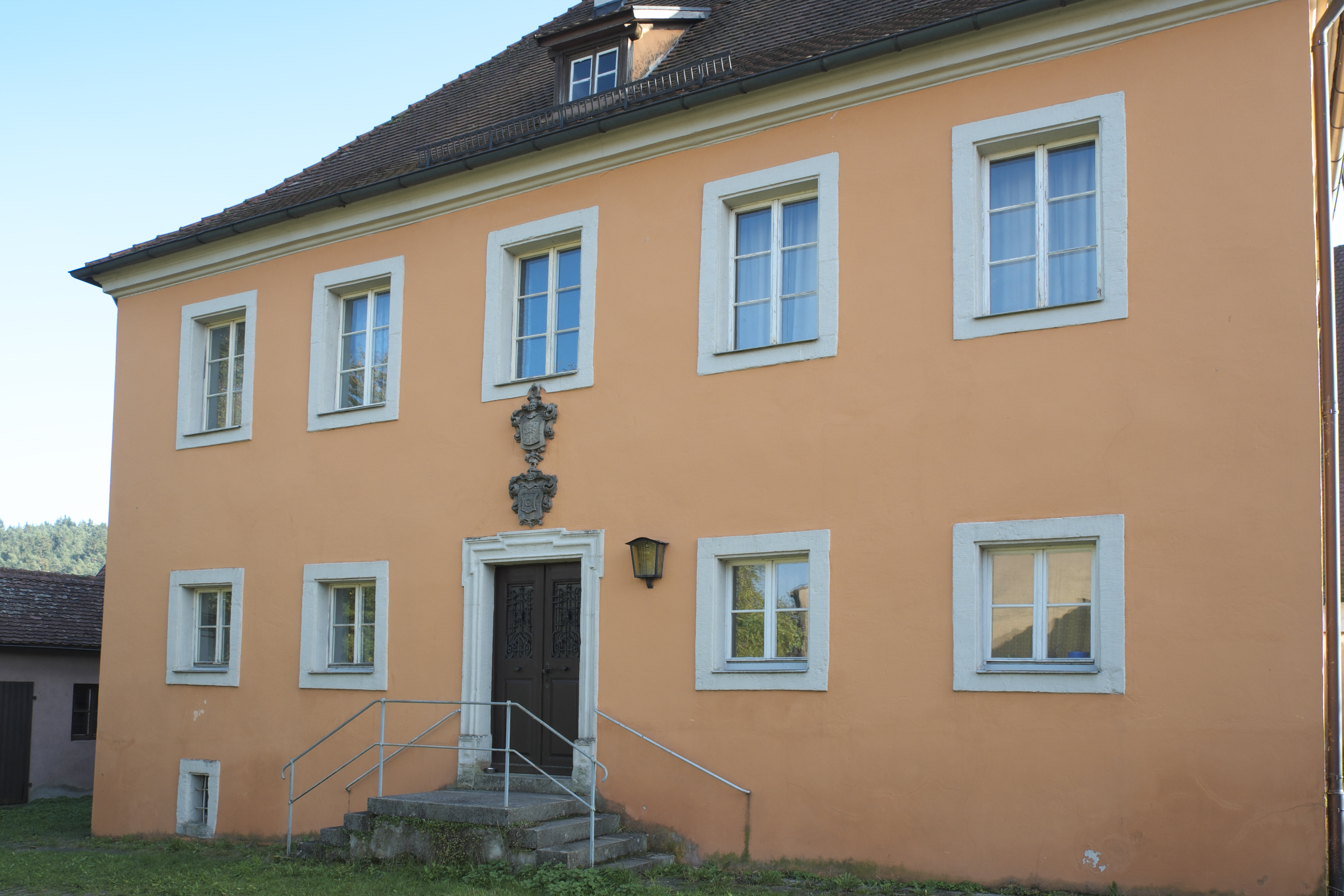
Pfarrhaus in Halsbach

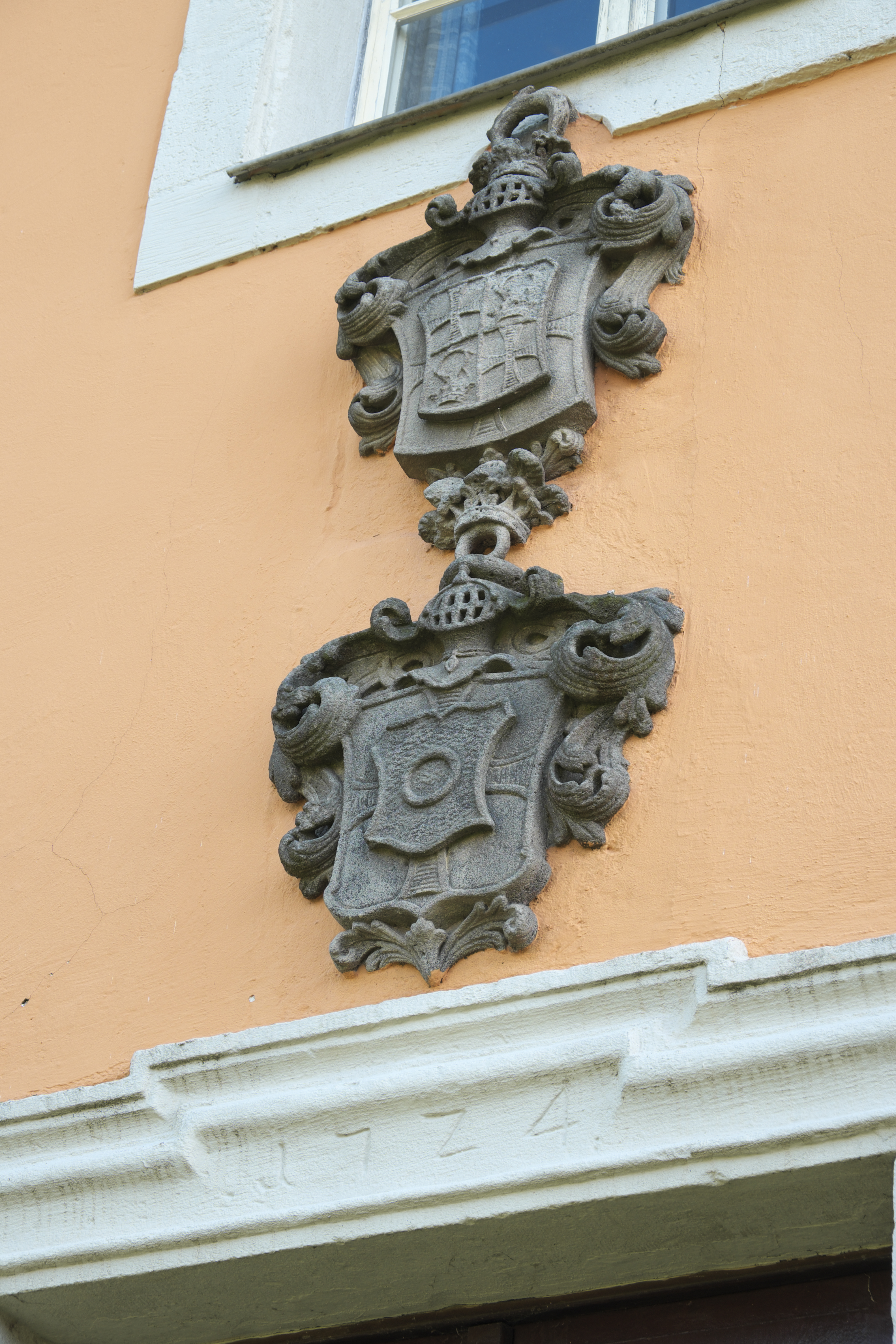
Wappen über dem Eingang

Das Pfarrhaus in Halsbach, einem Gemeindeteil von Dürrwangen im mittelfränkischen Landkreis Ansbach in Bayern, wurde 1724 errichtet. Das Pfarrhaus am Kirchplatz 1, neben der Pfarrkirche St. Peter und Paul, ist ein geschütztes Baudenkmal.
Der zweigeschossige verputzte Walmdachbau besitzt fünf zu drei Fensterachsen. Im Inneren sind noch historische Ausstattungen erhalten.